# São João dos Inhamuns
São João dos Inhamuns är en ort i Brasilien.   Den ligger i kommunen Tauá och delstaten Ceará, i den östra delen av landet, 1 400 km nordost om huvudstaden Brasília. São João dos Inhamuns ligger 405 meter över havet och antalet invånare är 29 188.
Terrängen runt São João dos Inhamuns är platt.Det finns inga andra samhällen i närheten.
Omgivningarna runt São João dos Inhamuns är huvudsakligen savann. Runt São João dos Inhamuns är det ganska glesbefolkat, med 31 invånare per kvadratkilometer.